# FK Cheksna Tcherepovets
Maillots
Le Cheksna Tcherepovets (russe : «Шексна» Череповец) est un club de football russe fondé en 1960 et basé à Tcherepovets.

## Histoire
Fondé en 1996 sous le nom Severstal, le club fait ses débuts au niveau amateur la même année, obtenant sa promotion lors de la saison 1999. Il évolue par la suite en troisième division jusqu'à son retrait de la compétition à l'issue de la saison 2011-2012 en raison d'un manque de financement et de désaccords au niveau de la direction. Il joue depuis en championnat régional.

## Bilan sportif

### Classements en championnat
La frise ci-dessous résume les classements successifs du club en championnat.

### Bilan par saison
| Saison    | Championnat    | Championnat | Championnat | Championnat | Championnat | Championnat | Championnat | Championnat | Championnat | Championnat | Coupe de Russie |
| Saison    | Division       | Pos         | Pts         | J           | V           | N           | D           | BP          | BC          | Diff        | Coupe de Russie |
| --------- | -------------- | ----------- | ----------- | ----------- | ----------- | ----------- | ----------- | ----------- | ----------- | ----------- | --------------- |
| 1996      | 5e Anneau d'or | 2e          | 41          | 20          | 12          | 5           | 3           | 39          | 22          | +17         | —               |
| 1997      | 5e Anneau d'or | 3e          | 32          | 18          | 9           | 5           | 4           | 37          | 18          | +19         | —               |
| 1998      | 4e Anneau d'or | 2e          | 40          | 18          | 12          | 4           | 2           | 38          | 22          | +16         | —               |
| 1999      | 4e Anneau d'or | 1er         | 49          | 22          | 15          | 4           | 3           | 42          | 15          | +27         | —               |
| 2000      | 3e Ouest       | 1er         | 69          | 36          | 19          | 12          | 5           | 58          | 33          | +25         | —               |
| 2001      | 3e Ouest       | 6e          | 67          | 38          | 20          | 7           | 11          | 66          | 48          | +16         | Deuxième tour   |
| 2002      | 3e Ouest       | 6e          | 65          | 38          | 18          | 11          | 9           | 57          | 46          | +11         | Deuxième tour   |
| 2003      | 3e Ouest       | 17e         | 41          | 42          | 36          | 11          | 15          | 37          | 50          | -13         | Deuxième tour   |
| 2004      | 3e Ouest       | 7e          | 51          | 32          | 14          | 9           | 9           | 52          | 40          | +12         | Cinquième tour  |
| 2005      | 3e Ouest       | 10e         | 44          | 32          | 11          | 11          | 10          | 34          | 39          | -5          | Deuxième tour   |
| 2006      | 3e Ouest       | 2e          | 60          | 34          | 18          | 6           | 10          | 52          | 37          | +15         | Troisième tour  |
| 2007      | 3e Ouest       | 2e          | 53          | 30          | 15          | 8           | 7           | 50          | 33          | +17         | Premier tour    |
| 2008      | 3e Ouest       | 3e          | 68          | 36          | 20          | 8           | 8           | 46          | 26          | +20         | Deuxième tour   |
| 2009      | 3e Ouest       | 13e         | 46          | 36          | 11          | 13          | 12          | 44          | 45          | -1          | Troisième tour  |
| 2010      | 3e Ouest       | 5e          | 49          | 32          | 14          | 7           | 11          | 40          | 38          | +2          | Troisième tour  |
| 2011-2012 | 3e Ouest       | 8e          | 67          | 45          | 20          | 7           | 18          | 51          | 49          | +2          | Quatrième tour  |
| 2011-2012 | 3e Ouest       | 8e          | 67          | 45          | 20          | 7           | 18          | 51          | 49          | +2          | Troisième tour  |

Légende
- Promotion en division supérieure
- Relégation en division inférieure